# インドール-2,3-ジオキシゲナーゼ
インドール-2,3-ジオキシゲナーゼ（indole 2,3-dioxygenase）は、トリプトファン代謝酵素の一つで、次の化学反応を触媒する酸化還元酵素である。
インドール + O2 {\displaystyle \rightleftharpoons } 2-ホルミルアミノベンズアルデヒド
反応式の通り、この酵素の基質はインドールとO2、生成物は2-ホルミルアミノベンズアルデヒドである。補因子として銅、フラビン、フラボタンパク質を用いる。
組織名はindole:oxygen 2,3-oxidoreductase (decyclizing)で、別名にindole oxidase、indoleamine 2,3-dioxygenase (ambiguous)、indole:O2 oxidoreductase、indole-oxygen 2,3-oxidoreductase (decyclizing)、IDO (ambiguous)がある。